# Карта на постоянно пребиваващ в Канада
Картата на постоянно пребиваващ в Канада (PR карта) е въведена на 28 юни 2002 г. при изпълнението на канадския Закон за имиграцията и защитата на бежанците. Тя е известна първоначално под името карта кленов лист (Maple Leaf card).
Това е основният метод, чрез който канадски постоянни жители могат да докажат правното си положение, и е единственият документ, който позволява на лица с постоянно пребиваване да се завърнат в Канада.

## Ползи
PR картата дава право на притежателя да живее и работи в Канада. То не дава право на притежателя на канадски паспорт, който може да бъде предоставен само от канадско гражданство. Предимствата на канадската PR карта включват също здравна застраховка и право да кандидатствате за канадско гражданство. Обикновено Канадската PR карта е валидна 5 години.